# Station Harlingen
Station Harlingen is een spoorwegstation in Harlingen (Harns) in de Nederlandse provincie Friesland. Het station is een Waterstaatstation van de derde klasse en is een van de negen stations die ooit in deze klasse is gebouwd.
Station Harlingen wordt sinds eind 2005 bediend door de stoptreinen van Arriva (voorheen NoordNed).

## Geschiedenis
Het station werd in gebruik genomen op 14 oktober 1863 met de opening van de spoorlijn Harlingen – Leeuwarden. Dit was de tweede door de Maatschappij tot Exploitatie van Staatsspoorwegen (SS) in gebruik genomen spoorlijn. In 1866 werd de lijn verlengd naar Groningen. Dit was een deel van de door de Staat der Nederlanden aangelegde Lijn B, de spoorlijn Harlingen - Nieuwe Schans (gereed in 1868).
In 1904 kwam er vanuit Harlingen een tweede spoorlijn in noordelijke richting tot stand. Dit werd de lijn van de Noord-Friesche Locaalspoorweg-Maatschappij (NFLS), die via Tzummarum, Minnertsga en Stiens een tweede verbinding verzorgde met Leeuwarden. Deze verbinding werd in 1938 opgeheven en opgebroken.

### Ontploffing locomotief
Op 31 maart 1868 vond de ontploffing van locomotief "oude 8" in Harlingen plaats. De trein zou om 7 uur ’s morgens vertrekken, toen de machine met een donderende knal explodeerde. De machinist werd meters ver ter aarde geworpen en raakte lichtgewond. De stoker Leeman, trof een rampzalig lot. De ketel had de rails vermorzeld, de voorwielen waren door het bovenraam van een wagenloods gevlogen en hadden daar een deel van de muur meegenomen en een balk verbrijzeld. De machine zelf, die in Friesland de bijnaam “de oude 8” had gekregen, was letterlijk uit elkaar geslagen.

## Afbeeldingen

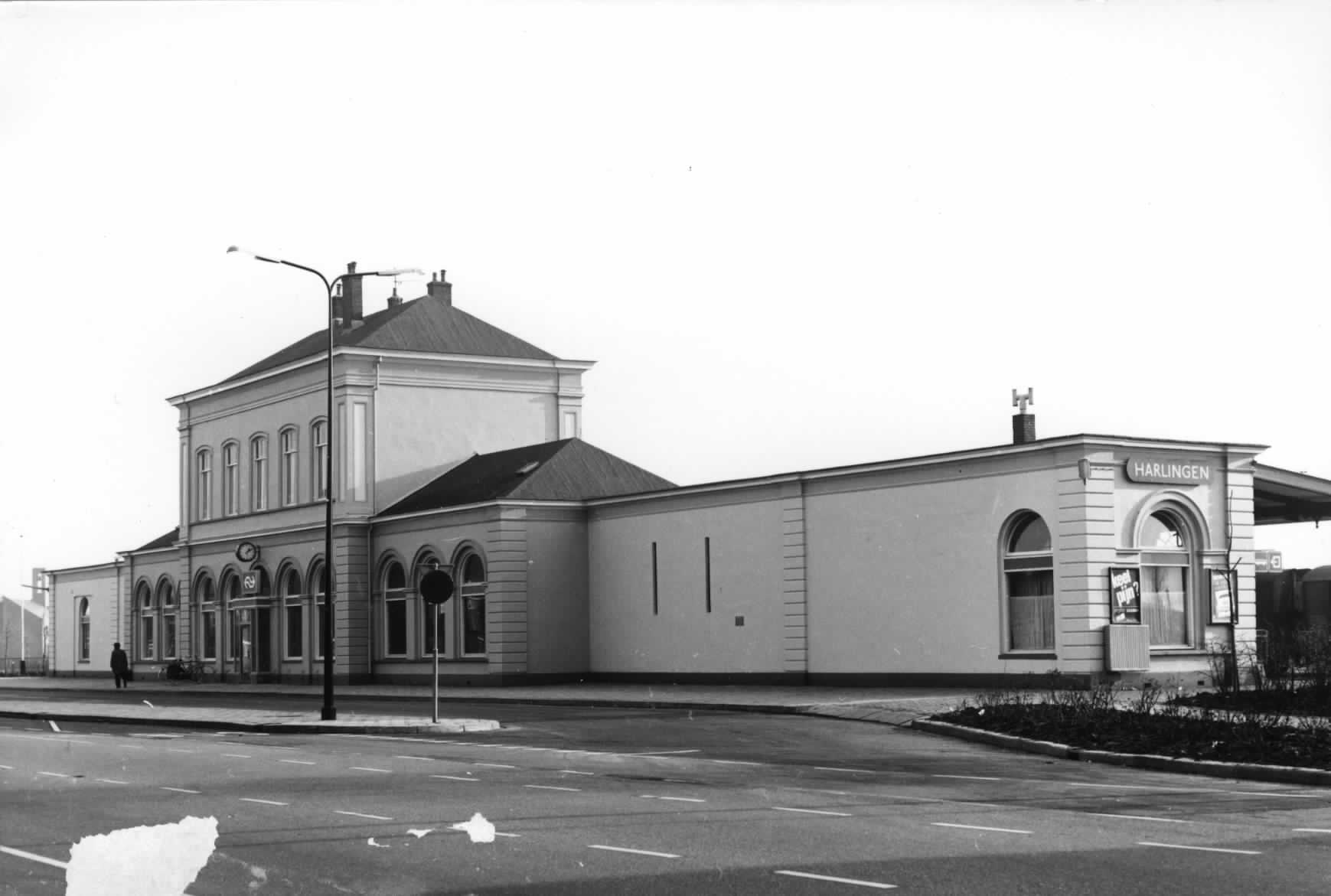
Stationsgebouw in 1971
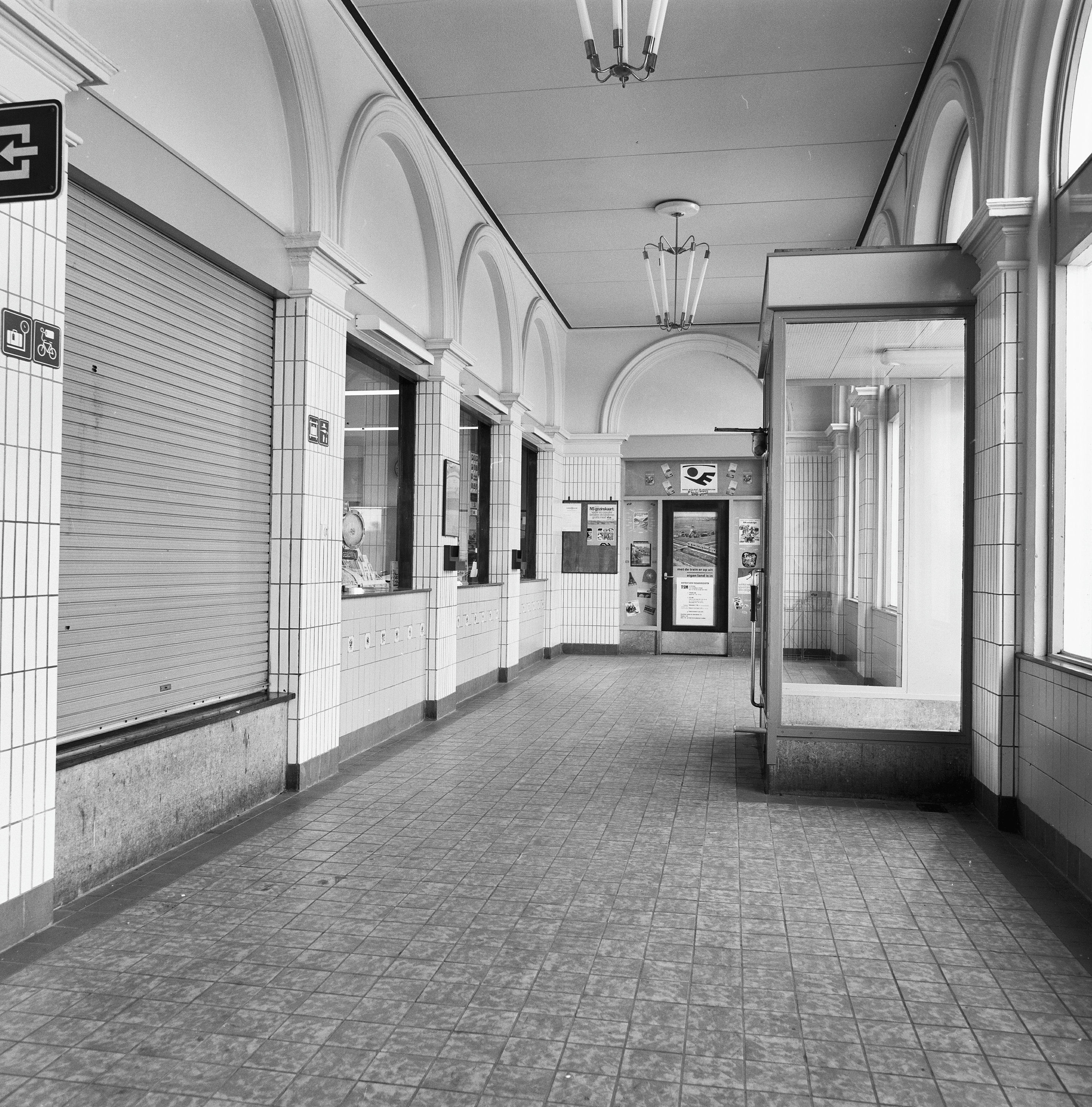
De stationshal (1973)
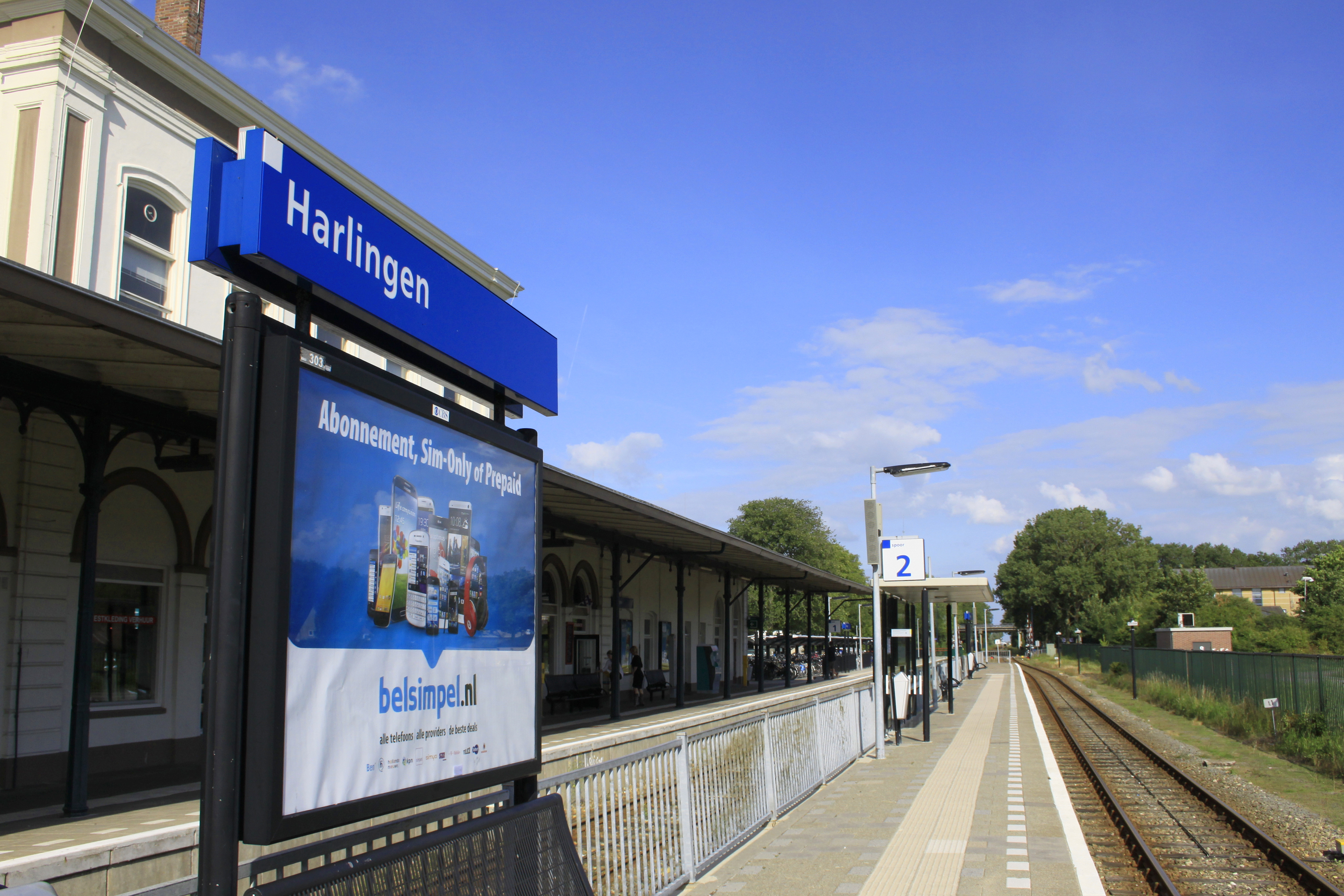
Perrons
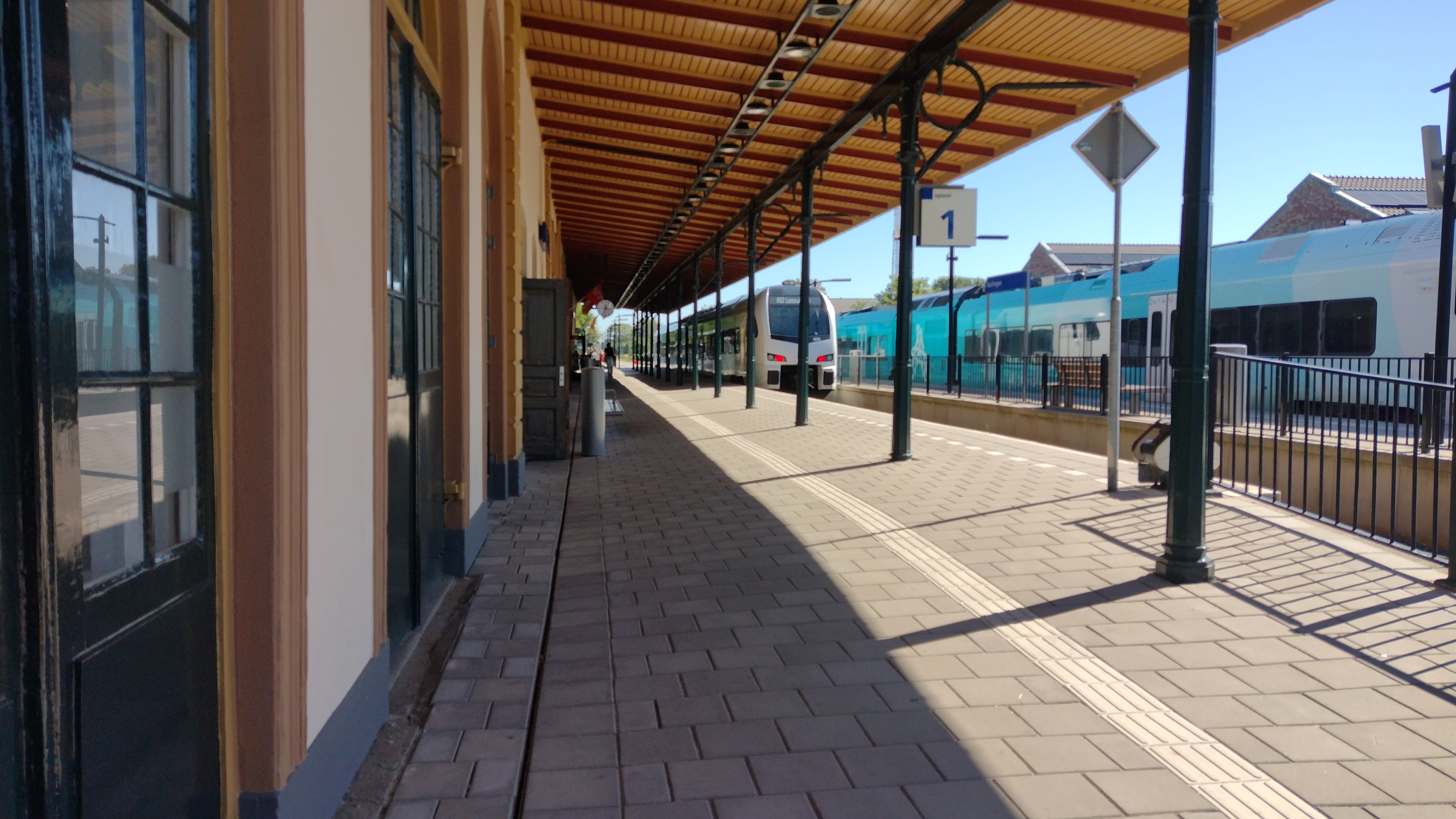
Twee Arriva WINK's op het station

## Gebouw

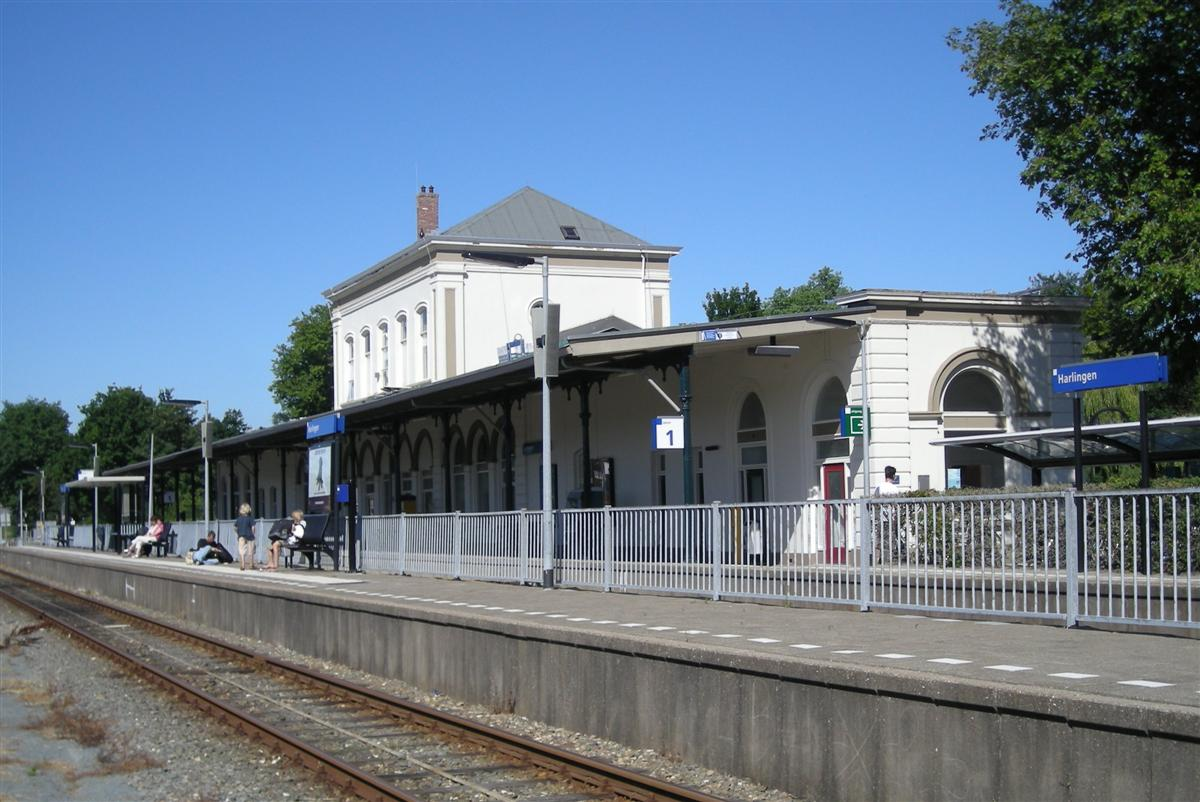
Station achterzijde, perron

Het station van Harlingen is een van de Standaardstations van de Staatsspoorwegen, gebouwd in de jaren zestig van de 19e eeuw. Van de vier nog aanwezige stations van het Type SS derde klasse bevinden zich er drie langs de lijn Harlingen – Nieuweschans, Dit betreft Harlingen (1863), Leeuwarden (1863) en Winschoten (1865). Het gebouw was ontworpen door de ingenieur Karel Hendrik van Brederode. 
In tegenstelling tot het station van Leeuwarden, dat later grondig werd verbouwd, verkeert het station van Harlingen nog grotendeels in oude staat. 

## Verbindingen
600 meter ten westen van station Harlingen bevindt zich het werkelijke begin-en eindpunt van de lijn: station Harlingen Haven. Deze halte bestaat uit één perron met één spoor waar de treinen stoppen in aansluiting op de veerboten naar Terschelling en Vlieland. Vanaf 9 maart 2009 tot 10 juni 2010 was het spoor tussen Harlingen en Harlingen Haven buiten gebruik vanwege ophoging van de kade tot deltahoogte, er reden bussen in plaats van treinen tussen deze stations.
Op station Harlingen stopt de volgende treinserie:
| Serie      | Treinsoort         | Route                                    | Bijzonderheden |
| ---------- | ------------------ | ---------------------------------------- | -------------- |
| 37200 RS 2 | Stoptrein (Arriva) | Leeuwarden – Harlingen – Harlingen Haven |                |